# Marcelino Menéndez y Pelayo

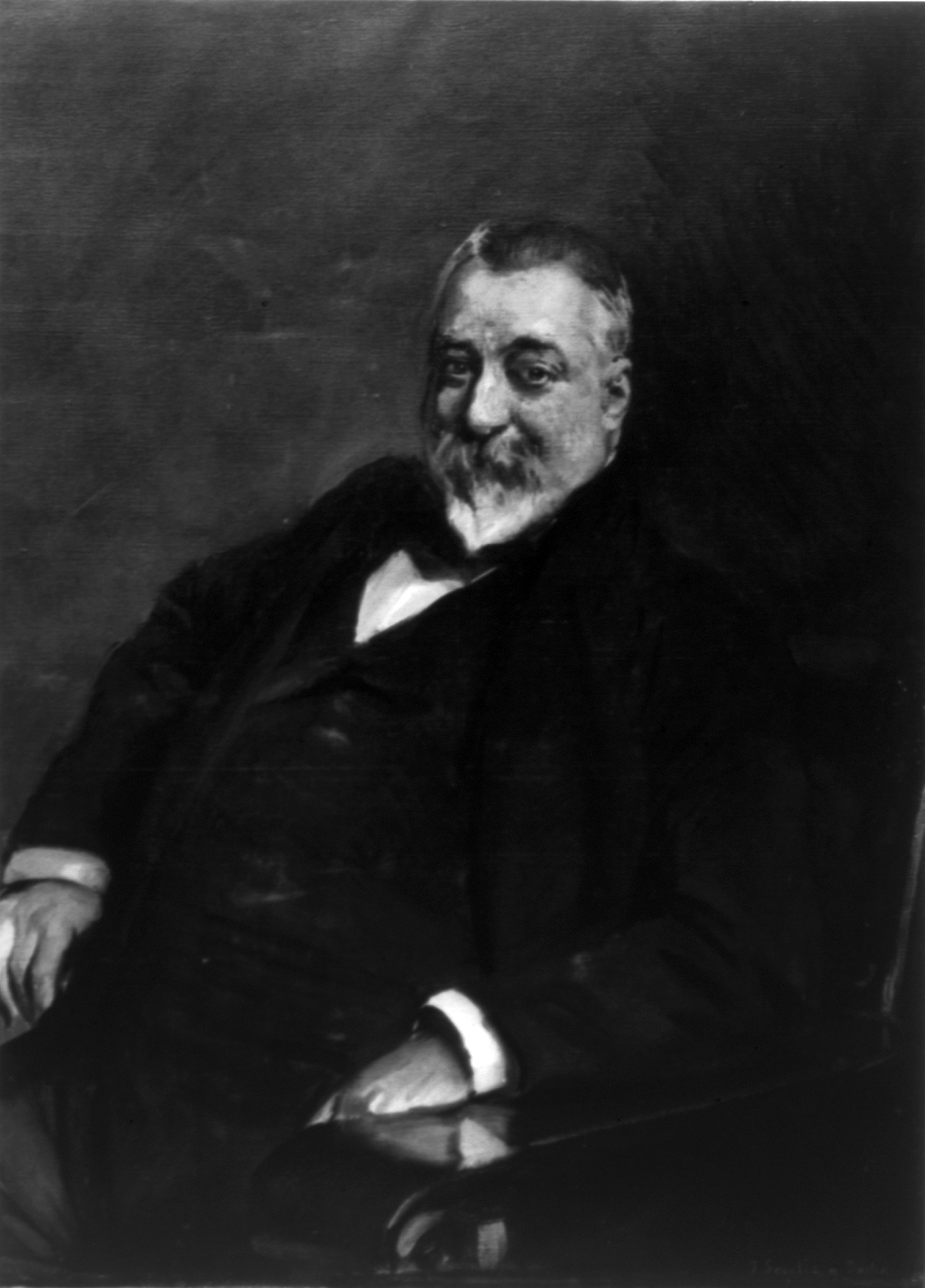
Marcelino Menéndez y Pelayo

Marcelino Menéndez y Pelayo (pronunție spaniolă: [maɾθeˈlino meˈnendeθ i peˈlaʝo]; n. 3 noiembrie 1856 la Santander - d. 19 mai 1912 la Santander) a fost un erudit, eseist, critic și istoric literar spaniol.
Opera sa vastă cuprinde mai multe domenii ale istoriei culturii și este caracterizată prin originalitatea ideilor și riguroasa fudamentare științifică.

## Scrieri
- 1876: Polémicas, indicaciones y proyectos sobre ciencia española ("Polemici, indicații și proiecte asupra științei spaniole");
- 1887/1888: La ciencia española ("Știința spaniolă"), trei volume;
- 1877: Horacio en España ("Horațiu în Spania");
- 1880/1882: Historia de los hetrodoxos españoles ("Istoria heterodocșilor spanioli");
- 1883/1891: Historia de las ideas estéticas en España ("Istoria ideilor estetice în Spania");
- 1890/1908: Antología de poetas líricos castellanos, desde la formación del idioma hasta nuestros días ("Antologia poeților lirici castilieni de la formarea idiomului până în zilele noastre"), 13 volume;
- 1893 - 1895: Antología de poetas hispano-americanos ("Antologia poeților hispano-americani"), 4 volume;
- 1902/1912: Bibliografía hispano-latina clásica ("Bibliografia hispano-latină clasică"), 10 volume;
- 1905/1915: Origenes de la novela española ("Originile romanului spaniol").

1. ↑  Marcelino Menéndez y Pelayo, SNAC, accesat în 9 octombrie 2017
2. 1 2  Menéndez y Pelayo, Internet Speculative Fiction Database, accesat în 9 octombrie 2017
3. 1 2  „Marcelino Menéndez Pelayo”, Gemeinsame Normdatei, accesat în 4 mai 2014
4. 1 2  Marcelino Menéndez y Pelayo, Brockhaus Enzyklopädie
5. 1 2  Marcelino Menéndez Pelayo, Diccionario biográfico español, accesat în 9 octombrie 2017
6. 1 2  Менендес-и-Пелайо Марселино, Marea Enciclopedie Sovietică (1969–1978)[*]
7. ↑  „Marcelino Menéndez Pelayo”, Gemeinsame Normdatei, accesat în 15 decembrie 2014
8. ↑  Marcelino Menendez y Pelayo, Encyclopædia Britannica Online, accesat în 9 octombrie 2017
9. ↑  „Marcelino Menéndez Pelayo”, Gemeinsame Normdatei, accesat în 31 decembrie 2014
10. ↑   https://datos.gob.es/es/catalogo/e00123904-autores-espanoles-en-dominio-publico-fallecidos-desde-1900 Lipsește sau este vid: |title= (ajutor)
11. ↑  Czech National Authority Database, accesat în 1 martie 2022
12. ↑  Autoritatea BnF, accesat în 10 octombrie 2015
13. ↑  CONOR.SI[*] Verificați valoarea |titlelink= (ajutor)